# Танксли, Стивен
Стивен Дэйл Танксли (Steven Dale Tanksley; род. 7 апреля 1954 года) — американский молекулярный генетик, селекционер, видный учёный в области исследований геномов растений. Разработал первую молекулярную карту риса и помидоров.
Доктор философии (1979), эмерит-профессор Корнеллского университета, член НАН США (1995) и иностранный член Лондонского королевского общества (2009). Лауреат премии Вольфа (2004) и премии Японии (2016).

## Биография
Окончил Colorado State University (бакалавр агрономии, 1976). Степень доктора философии по генетике получил в Калифорнийском университете в Дейвисе в 1979 году. С 1985 года работает в Корнеллском университете, первоначально ассоциированный профессор, с 1994 года профессор и с того же года профессор имени Л. Х. Бейли (Liberty Hyde Bailey Professor). В 1997 году возглавил Cornell Genomics Initiative, а после её успеха, в 2002 году запустил New Life Sciences Initiative. В 2010 году ушёл в отставку из Корнелла и сосредоточился на работе в основанной им за несколько лет до того компании Nature Source Genetics (Итака).

## Награды и отличия
- Премия Гумбольдта (1998)[4]
- Martin Gibbs Medal, Американское общество биологов растений (1999)
- Премия Вольфа по сельскому хозяйству — за достижения по рису (2004)[2]
- Kumho International Science Award в области молекулярной биологии и биотехнологии растений, International Society for Plant Molecular Biology (2005)[1]
- Эйнштейновский профессор Китайской АН (2006)[3]
- Премия Ранка (2008)
- Премия Японии в области биологии (2016)[3]